# Nghệ sĩ nhân dân (Việt Nam)
Nghệ sĩ nhân dân là danh hiệu cao nhất mà Nhà nước Cộng hòa xã hội chủ nghĩa Việt Nam trao tặng (tương tự như Giải thưởng Hồ Chí Minh) cho những người hoạt động biểu diễn nghệ thuật với tiêu chí: "trung thành với Tổ quốc, với chủ nghĩa xã hội, có tài năng xuất sắc, có cống hiến nhiều cho sự nghiệp cách mạng Việt Nam". Danh hiệu này được trao cùng lúc với danh hiệu Nghệ sĩ ưu tú. Danh hiệu Nghệ sĩ Nhân dân bắt nguồn từ Liên Xô và Đông Âu.
Từ đợt 1 năm 1984 đến đợt 10 năm 2023 đã có tổng cộng 573 nghệ sĩ được trao tặng danh hiệu, trong đó gồm có Y Moan (được đặc cách trao không theo đợt) và Mạnh Linh là trường hợp hy hữu bị tước danh hiệu năm 1996 do án tù.

## Những đối tượng được trao tặng
Những người đang hoạt động nghệ thuật trong các đơn vị nhà nước như:
- Người diễn kịch hát truyền thống, kịch nói, nhạc kịch, kịch câm, phim điện ảnh và truyền hình, xiếc, rối, tạp kỹ, hát, tấu, nhạc, múa, nhạc công, ngâm thơ trực tiếp trước công chúng hoặc qua sóng phát thanh hay truyền hình.
- Đạo diễn, chỉ đạo nghệ thuật kịch hát truyền thống, kịch nói, nhạc kịch, kịch câm, biên đạo múa, người chỉ đạo nghệ thuật trực tiếp dàn dựng chương trình nghệ thuật tổng hợp, đạo diễn (phim điện ảnh, phim truyền hình, phim tài liệu,  phim hoạt hình, sân khấu truyền hình), đạo diễn âm thanh (điện ảnh và truyền hình), đạo diễn ánh sáng (sân khấu và điện ảnh)
- Quay phim (truyện, tài liệu, khoa học, truyền hình, hoạt hình).
- Họa sĩ thiết kế (trang trí sân khấu và điện ảnh), họa sĩ phục trang, họa sĩ hóa trang (sân khấu, điện ảnh, truyền hình), xiếc, tạp kỹ, ca múa; tạo hình con rối, động tác phim hoạt hình.
- Nhạc trưởng dàn nhạc, hợp xướng, giao hưởng.
- Nhạc sĩ.
- Phát thanh viên phát thanh và truyền hình.

Người thuộc các đối tượng nêu trên nhưng do yêu cầu, nhiệm vụ được điều động sang làm công tác nghiên cứu, giảng dạy, quản lý... đúng lĩnh vực nghệ thuật đó.
Nghệ sĩ, nghệ nhân các bộ môn nghệ thuật biểu diễn truyền thống và các loại hình nghệ thuật khác không thuộc các đơn vị nghệ thuật chuyên nghiệp của Nhà nước, hoạt động biểu diễn nghệ thuật phục vụ nhu cầu xã hội. 

## Tiêu chuẩn xét tặng
Theo quy định của Luật Thi đua Khen thưởng và các văn bản hướng dẫn thi hành thì:
- Người được xét phải trung thành với Tổ quốc Việt Nam, có phẩm chất đạo đức và tài năng nghệ thuật, có tinh thần phục vụ nhân dân, được đồng nghiệp và nhân dân mến mộ.
- Người được xét Nghệ sĩ nhân dân thì phải có thời gian hoạt động nghệ thuật từ 20 năm trở lên (riêng đối với nghệ thuật xiếc từ 15 năm trở lên), đã được tặng danh hiệu Nghệ sĩ ưu tú từ 5 năm trở lên, được tặng ít nhất 2 giải thưởng vàng hoặc bạc tại các liên hoan, hội diễn nghệ thuật cấp quốc gia, khu vực hoặc quốc tế và các hội văn học nghệ thuật Trung ương kể từ khi được phong tặng danh hiệu Nghệ sĩ ưu tú. Người chỉ đạo nghệ thuật của đơn vị nghệ thuật được tính hai loại giải thưởng chính thức nêu trên của đơn vị vào tiêu chuẩn cá nhân.
- Với giải thưởng tặng cho tập thể, thành tích được tính cho cá nhân nếu cá nhân đó là thành phần chính của tiết mục, chương trình nghệ thuật và bộ phim được giải. Nếu nghệ sĩ là nhạc công của các đơn vị nghệ thuật, tiêu chuẩn giải thưởng cá nhân được xem xét qua quá trình tham gia đóng góp vào các chương trình biểu diễn lớn hằng năm của đơn vị, vị trí đảm nhận những phần lĩnh tấu quan trọng có chất lượng trong dàn nhạc.[3]

## Quy trình xét tặng
Quá trình xét tặng sẽ diễn ra theo 4 cấp:
- Cấp đơn vị công tác
- Cấp sở Văn hoá Thông tin hoặc Hội đồng Cục chuyên ngành (điện ảnh, nghệ thuật biểu diễn)
- Cấp tỉnh, thành phố trực thuộc Trung ương và các bộ, ngành, Đài Tiếng nói Việt Nam, Đài Truyền hình Việt Nam.
- Cấp quốc gia bao gồm hội đồng chuyên ngành (gồm 11 đến 13 thành viên là các nghệ sĩ, nhà quản lý có chuyên môn cao ở các lĩnh vực âm nhạc, sân khấu, múa, điện ảnh, phát thanh, truyền hình) và hội đồng quốc gia.

Ở mỗi cấp sẽ hình thành các hội đồng xét tặng.
Nghệ sĩ thuộc đơn vị nghệ thuật Nhà nước đăng ký tại các đơn vị nghệ thuật đang công tác. Trường hợp nghệ sĩ không thuộc các đơn vị nghệ thuật chuyên nghiệp thì đăng ký với Sở Văn hoá Thông tin nơi thường trú. Những nghệ sĩ đã mất thì sẽ được xét truy tặng danh hiệu này.

## Tặng thưởng
- Huy hiệu Nghệ sĩ Nhân dân
- Bằng chứng nhận của Chủ tịch nước Cộng hòa xã hội chủ nghĩa Việt Nam.
- Tiền thưởng theo quy định của Chính phủ.

## Mẫu Huy hiệu Nghệ sĩ Nhân dân
Huy hiệu Nghệ sĩ Nhân dân gồm:
- Cuống huy hiệu: có viền ngoài màu vàng, nền trong màu đỏ, chất liệu bằng đồng đỏ mạ vàng hợp kim nico dày 3 micron, có kích thước 28mm x 14mm.
- Thân huy hiệu: hình sao tám cánh cách điệu, ở giữa là hình mặt nạ và hoa sen cách điệu, phía trên có dòng chữ "Nghệ sĩ nhân dân" (màu đỏ), phía dưới là dải lụa vàng mang dòng chữ "Việt Nam" (màu đỏ); đường kính bằng 35mm; chất liệu bằng đồng đỏ mạ vàng hợp kim Nico dày 3 micron.[4]

## Tước danh hiệu
Danh hiệu sẽ bị tước nếu các cá nhân được tặng danh hiệu vi phạm pháp luật bị tòa án kết án tù. Ví dụ như trường hợp của nghệ sĩ kịch nói Mạnh Linh (tước năm 1996) khi ông bị án tù.

## Các đợt trao tặng danh hiệu
Xem chi tiết Danh sách Nghệ sĩ Nhân dân Việt Nam
Đã có 10 đợt trao tặng danh hiệu, kể từ đợt 1 năm 1984 đến đợt 10 năm 2023.
- Đợt 1 (1984) - 40 nghệ sĩ
- Đợt 2 (1988) - 13 nghệ sĩ
- Đợt 3 (1993) - 39 nghệ sĩ
- Đợt 4 (1997) - 38 nghệ sĩ
- Đợt 5 (2001) - 22 nghệ sĩ
- Đợt 6 (2007) - 39 nghệ sĩ
- Đợt 7 (2011) - 74 nghệ sĩ
- Đợt 8 (2015) - 102 nghệ sĩ
- Đợt 9 (2019) - 84 nghệ sĩ
- Đợt 10 (2023) - 125 nghệ sĩ

## Trường hợp đặc biệt
Ca sĩ Y Moan được đặc cách phong tặng danh hiệu này vào năm 2010 (không theo đợt).